# Wien Heiligenstadt

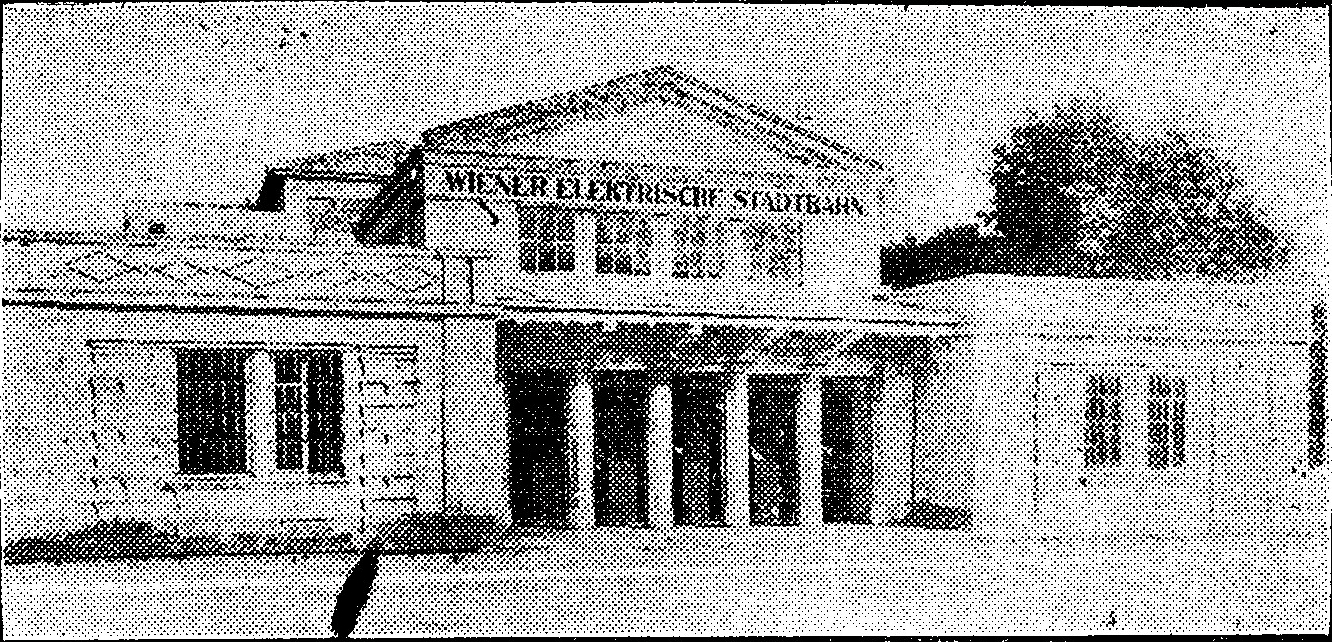
1925 - Az új állomásépület, mely a Stadtbahn elektromossá alakításakor lett építve.

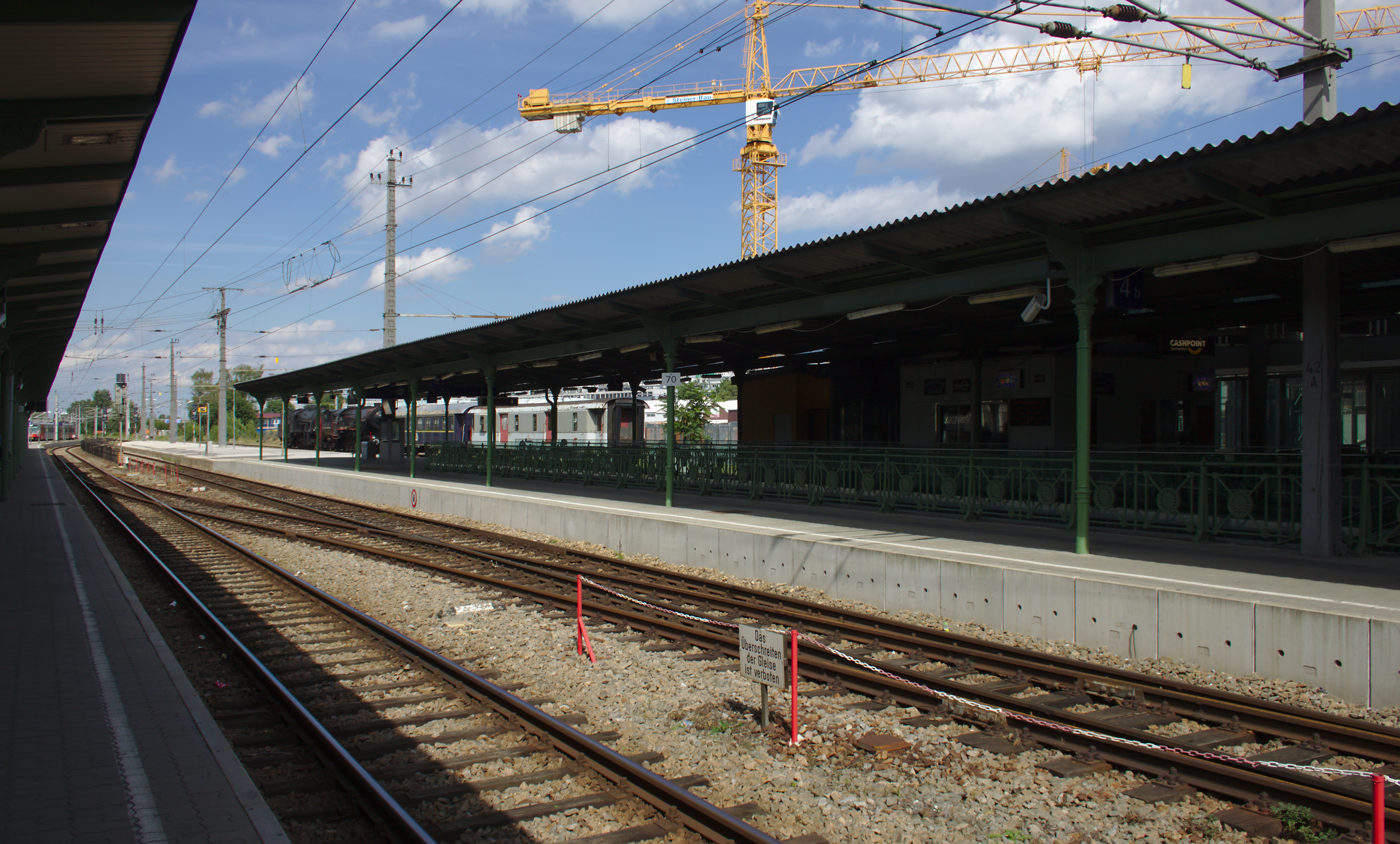
Az állomás napjainkban

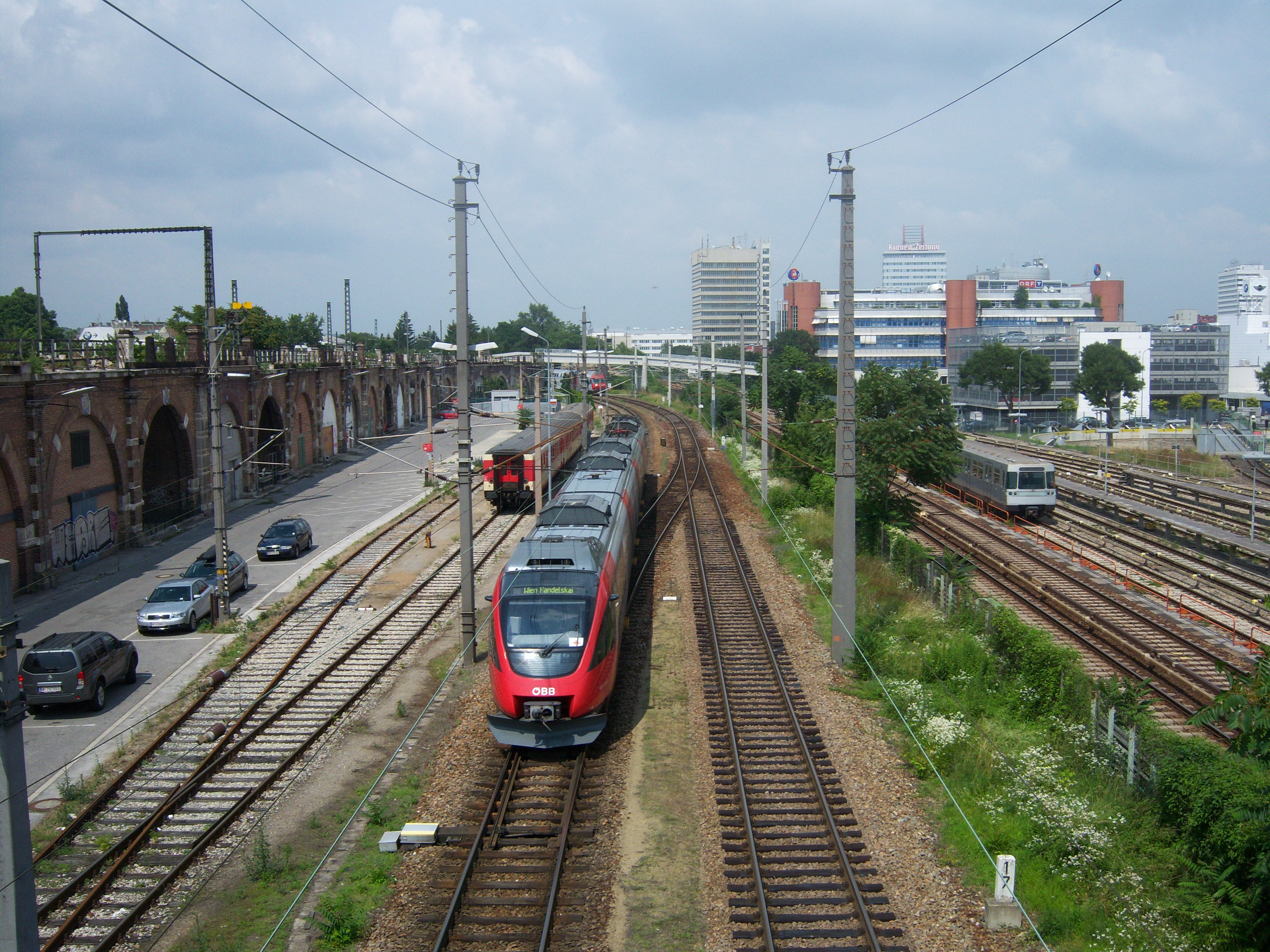
Bal: A 6-os metró 1996 május 4-én megszüntetett erre vezető ága
Középső: Talent szerelvény Heiligenstadt felől Wien-Handelskai felé
Jobb: A 4-es metró Heiligenstadt végállomás és Wasserleitungswiese Tárolóállomás közötti rendezője

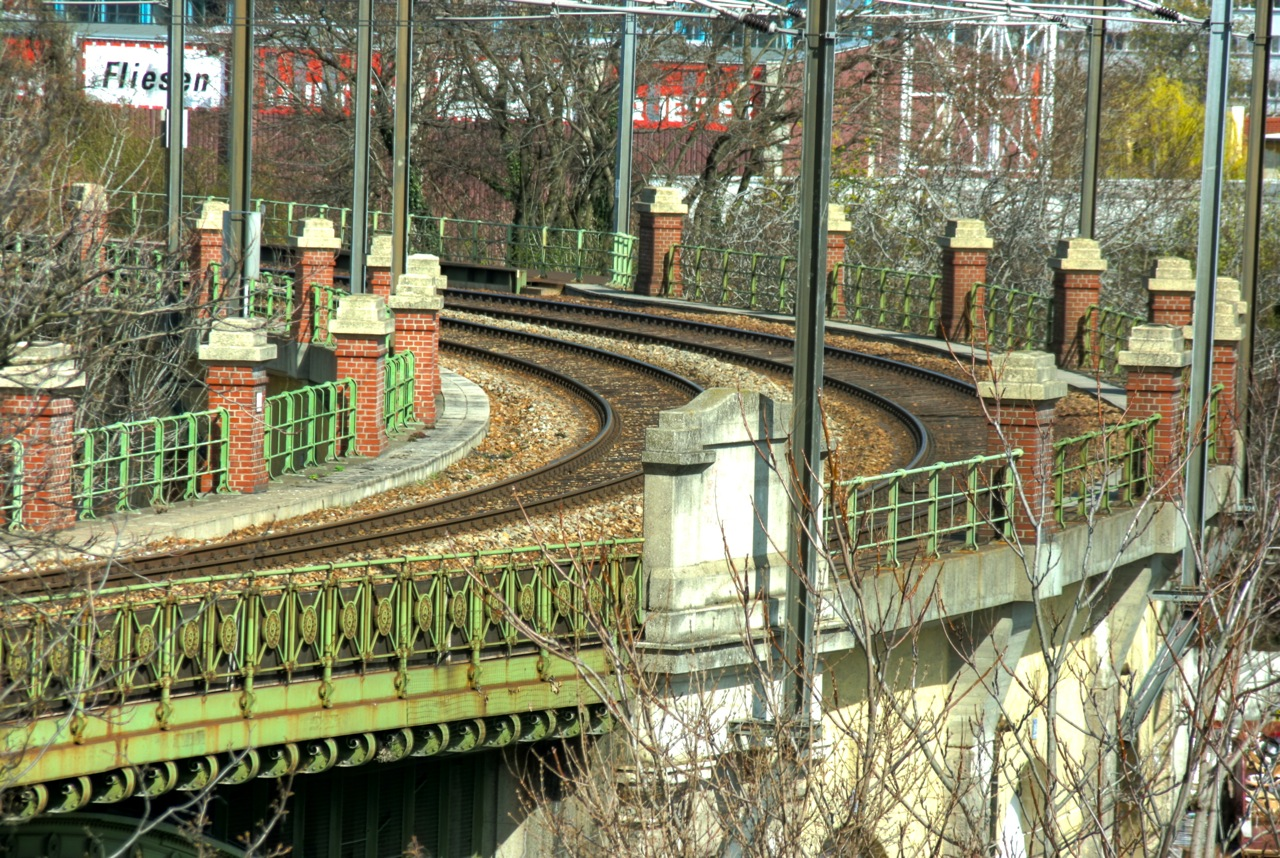
A gőzüzemű Stadtbahn számára épült viadukt, melyet Otto Wagner tervezett

A bécsi Heiligenstadt vasútállomás egy közlekedési csomópont Bécs északi részén. Ezen az állomáson áthalad a Franz-Josefs vasútvonal, Donauufer vasútvonal és az S40-es S-Bahn. Továbbá ez az állomás a végállomása a S45-ös S-Bahnnak és az U4-es metrónak, melyek ugyanúgy Heiligenstadt és Hütteldorf között közlekednek.

A vasútállomás 5 vágányos. Az első 202 m hosszú és a második 330 m-es vágányokat a Franz-Josefs vasútvonal-, a harmadik 270 m-es és a negyedik 383 m-es vágányokat az S-Bahn használja. Az ötödik 160 m hosszú vágány egy fejvágány, melyet csak különleges esetekben használnak.

## Története
Az állomás története egészen 1898-ig vezethető vissza. Ekkor adták át a Stadtbahnt, melynek Meidling Hauptstraße mellett ez volt az egyetlen 3 vonalas csomópontja. Ide a  Vorortelinie, Gürtellinie és Donaukanallinie vonalak futottak be, melyek még össze voltak kötve a nagyvasúti hálózattal, sőt még az üzemeltetésüket is az osztrák vasúttársaság végezte. A állomás kinézetét az akkori kor stílusában építették meg, így csak a peront lefedő zöld perontetőket és négyzetrácsos padlóburkolatot kapott az állomás. Az első komolyabb változás 1924-ben következett be. Ekkor szűnt meg a gőzüzemű Stadtbahn. A Gürtellinie és Donaukanallinie átalakult elektromos üzeművé, és leválasztották a nagyvasúti hálózatról. A második komolyabb változás az volt az állomás történetében, hogy a 6-os metró Nußdorfer Straße – Heiligenstadt szakaszát 1996. május 4-én megszüntették, és a metrót Nußdorfer Straße után másik irányba vezették el. Innentől kezdve egészen napjainkig csak a 4-es metró használja ezt az állomást.

A vasútállomást 2006 decembere és 2008 júliusa között modernizálták, így például az állomás akadálymentesített lett.

## Galéria

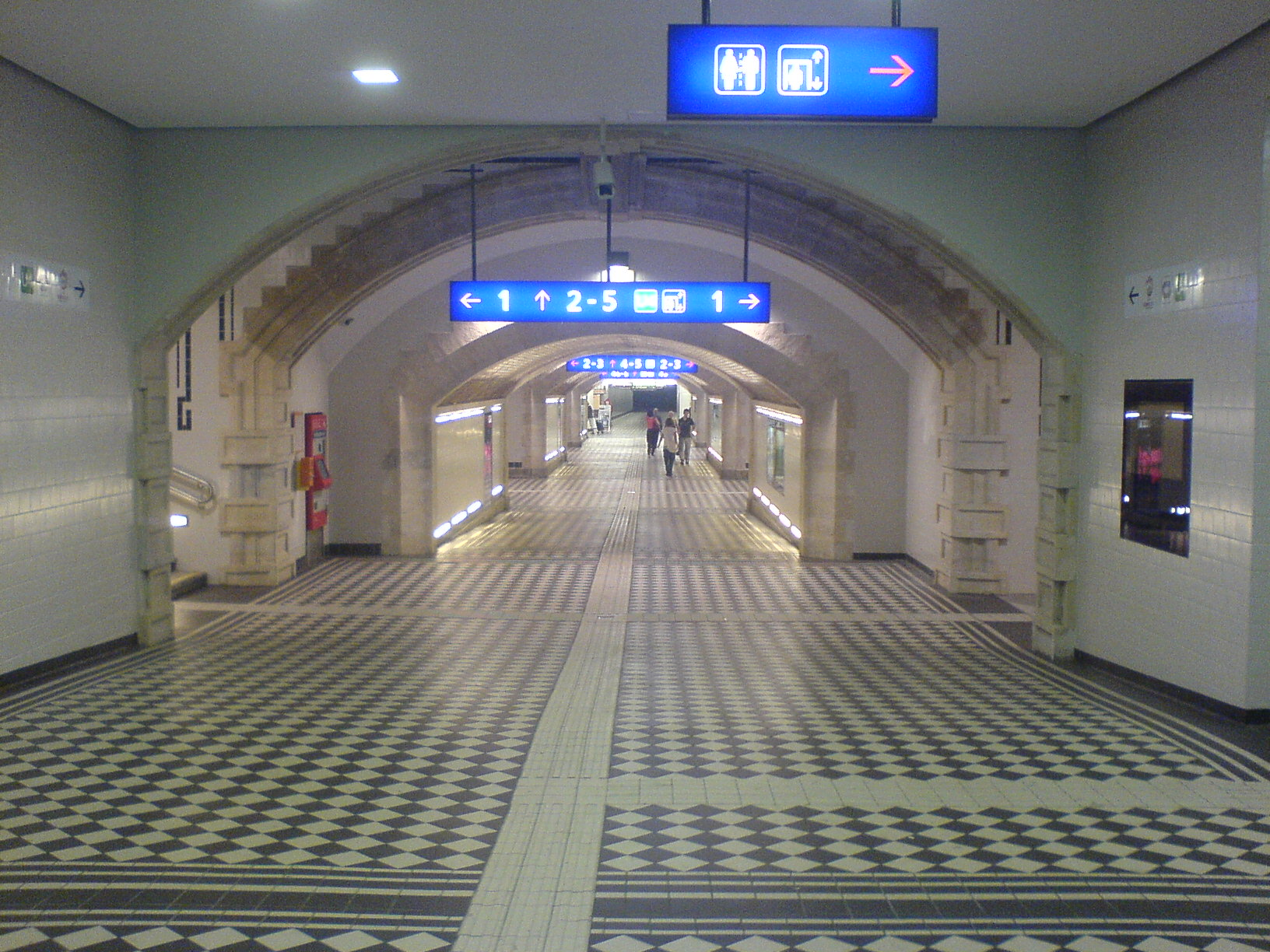
Az aluljáróban keveredik az 1900-as évek hangulata a maiéval
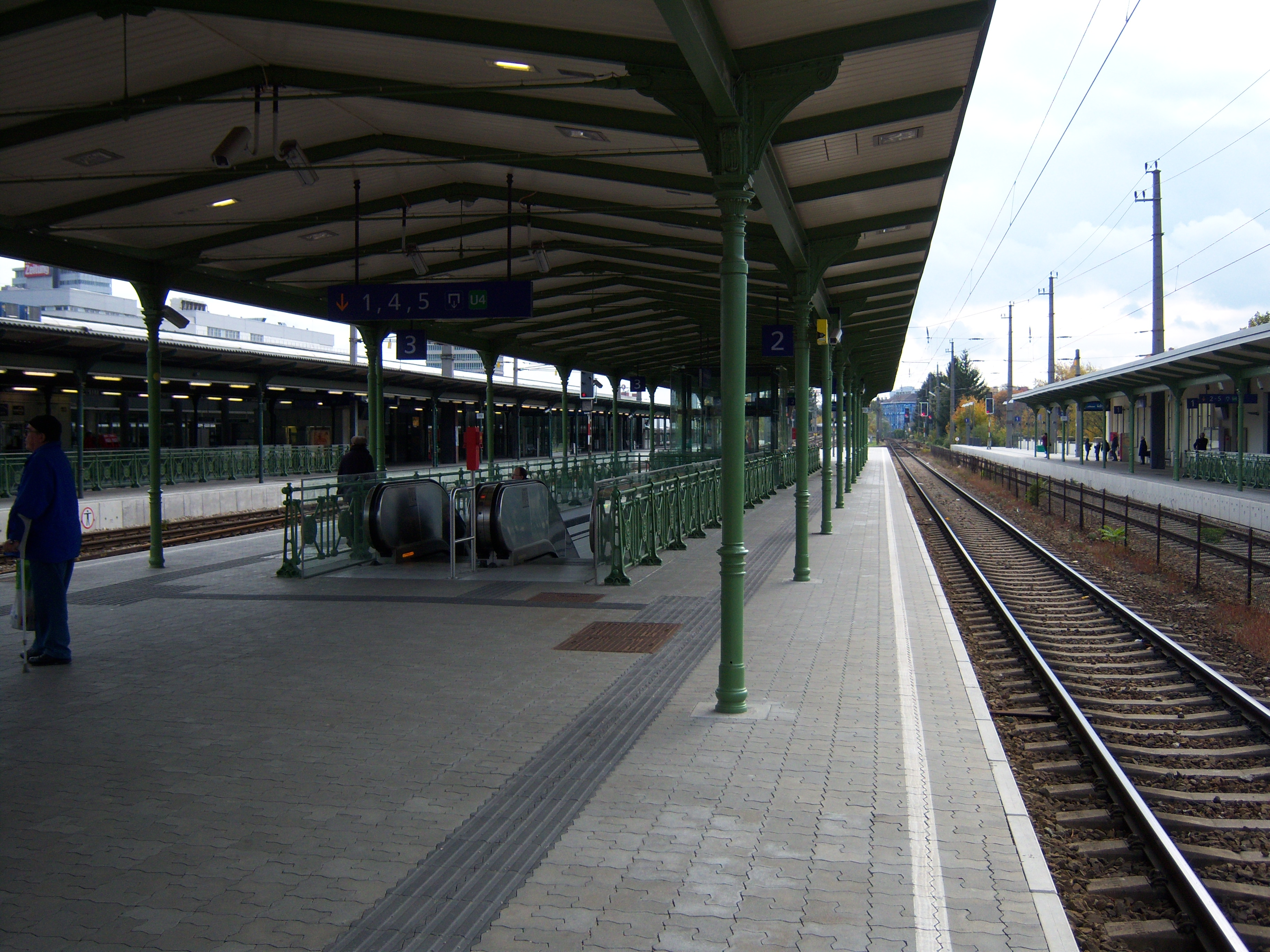
A peronok arculata a régi kort idézi
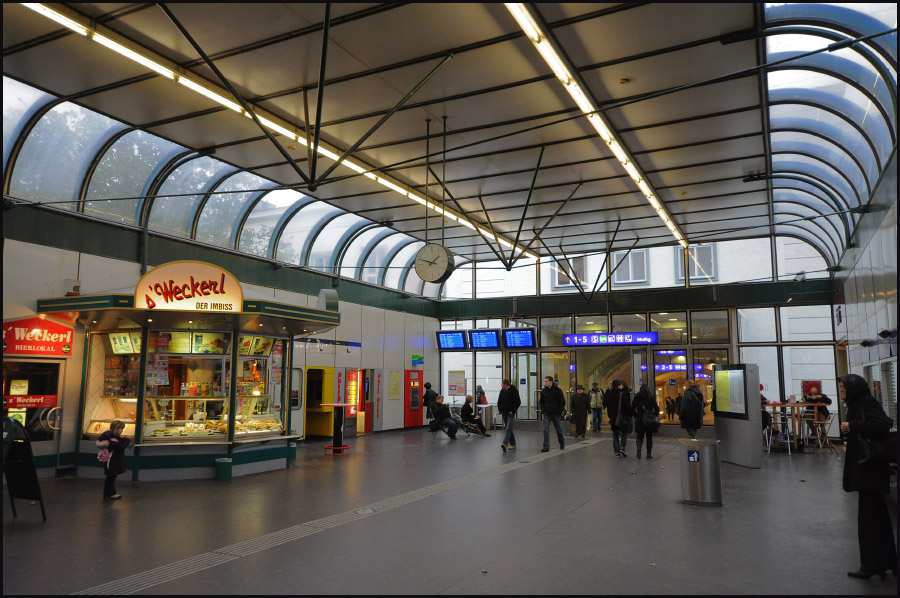
Előtér
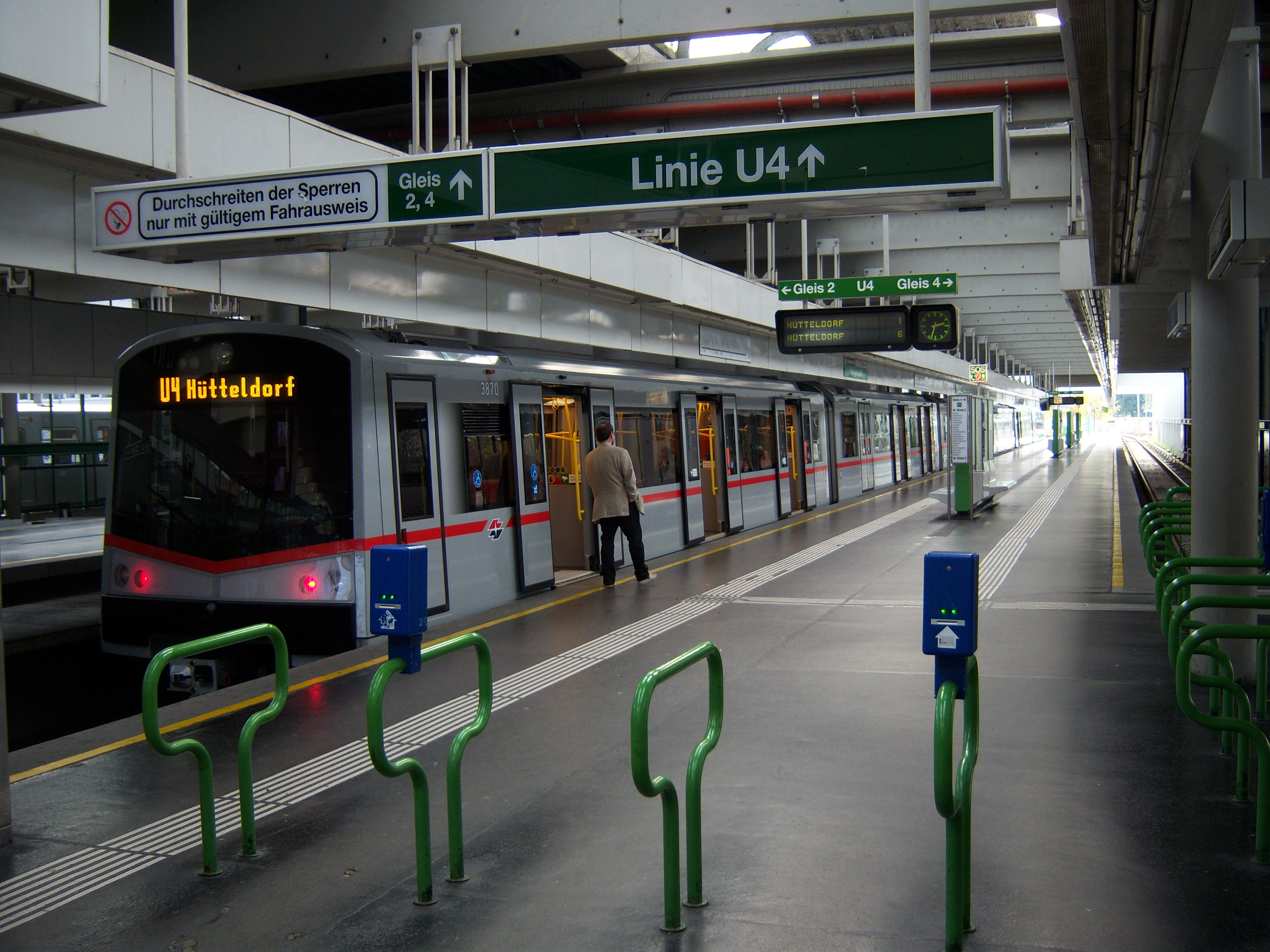
A metró 2. és 4. vágánya
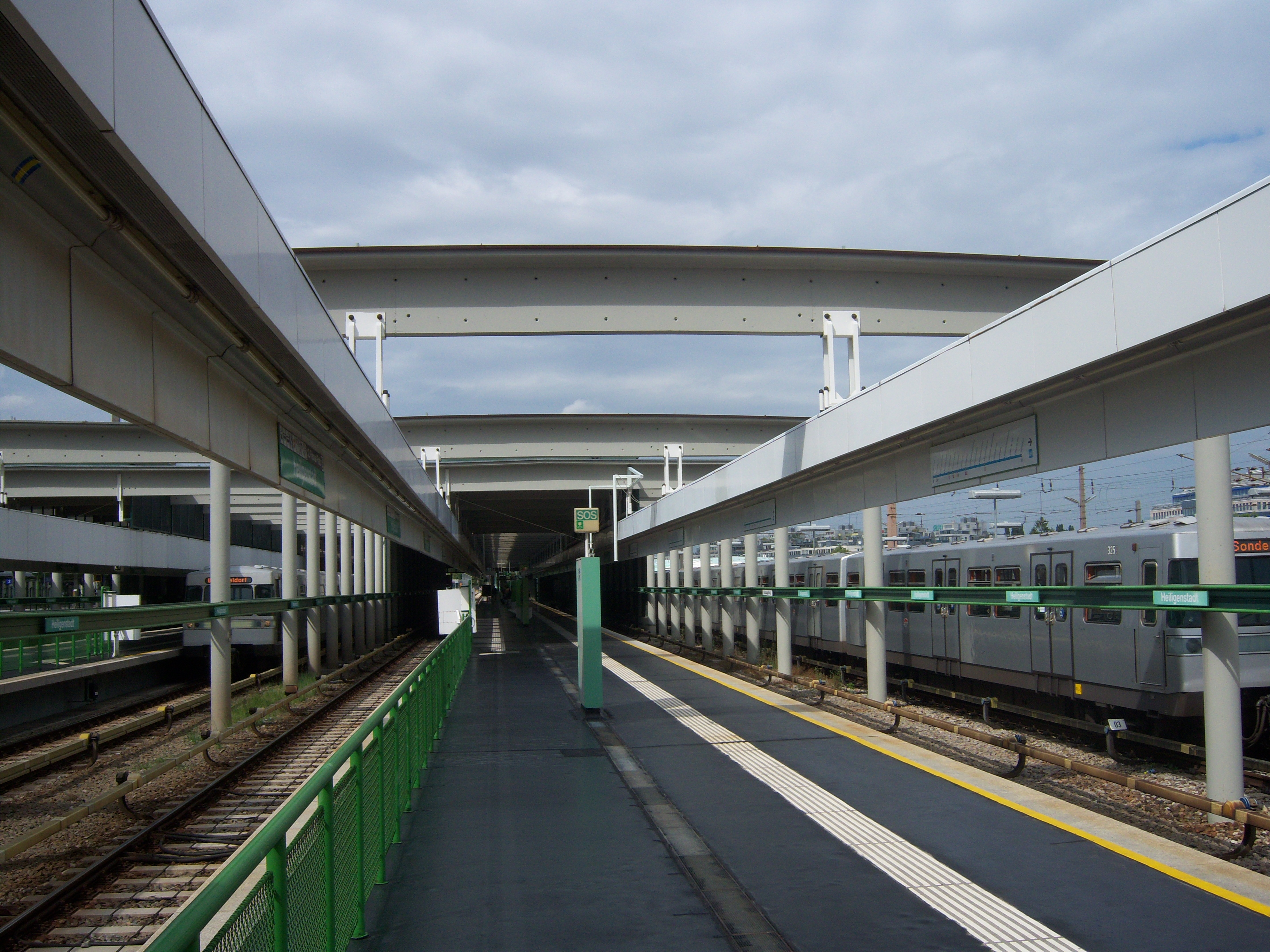
A metró vágányai a szélső végük felől nézve
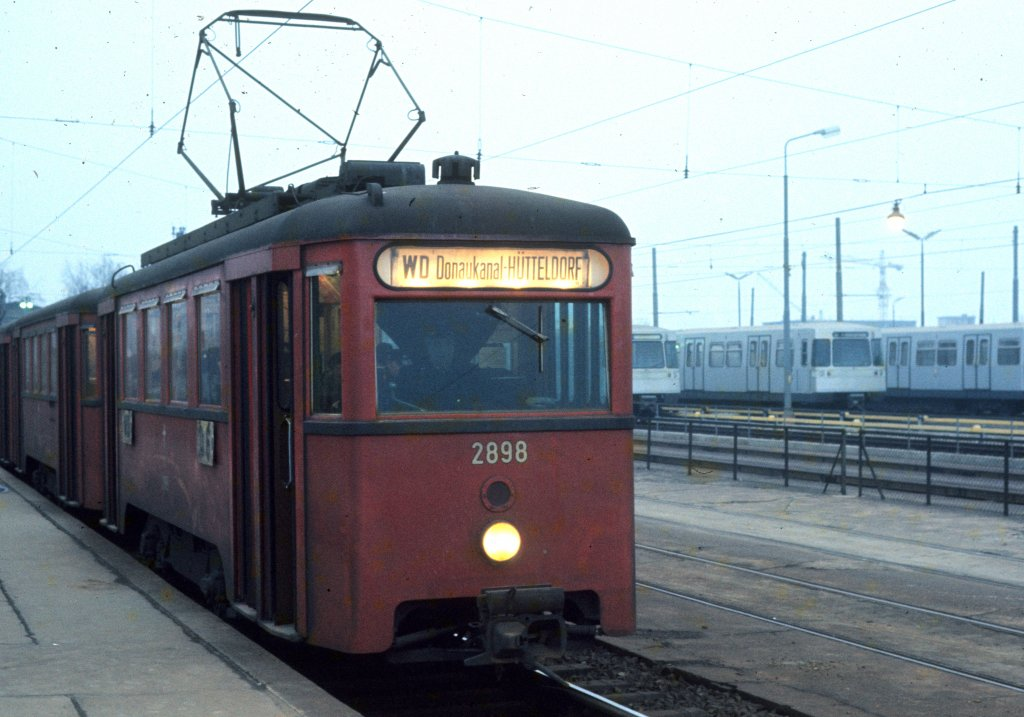
1974. A metró elődje, az elektromos Stadtbahn Heiligenstadtnál
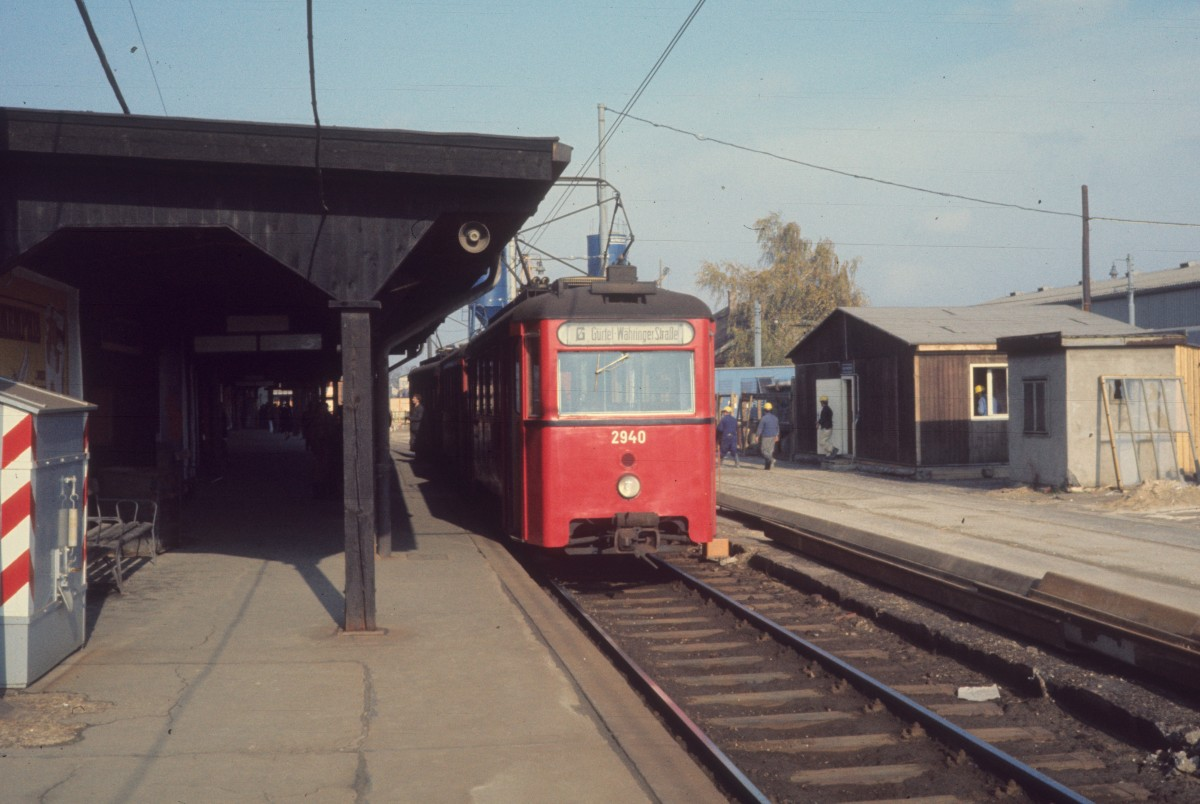
Szintén egy elektromos Stadtbahn szerelvény 1976-ban

## Fordítás
- Ez a szócikk részben vagy egészben  a   Bahnhof Wien Heiligenstadt című német Wikipédia-szócikk fordításán alapul.  Az eredeti cikk szerkesztőit annak laptörténete sorolja fel. Ez a jelzés csupán a megfogalmazás eredetét és a szerzői jogokat jelzi, nem szolgál a cikkben szereplő információk forrásmegjelöléseként.